# Edwin Kantar
Edwin Bruce (Eddie) Kantar (* 9. November 1932 in Minneapolis; † 8. April 2022) war ein US-amerikanischer Bridgespieler und Gewinner von zwei offenen Weltmeisterschaften für Nationalmannschaften (Bermuda Bowls). Er war der Verfasser zahlreicher Bücher und Zeitungskolumnen zum Thema Bridge. Er lebte in Santa Monica, Kalifornien.

## Leben
Kantar wurde in Minneapolis geboren. Das Spiel Bridge lernte er im Alter von elf Jahren von einem Freund seines Vaters. Bereits im Alter von siebzehn Jahren unterrichtete er das Spiel seinen Freunden und dann auch an der University of Minnesota, wo er Sprachen studierte.
Neben den 1977 und 1979 gewonnenen Bermuda Bowls hat er im Laufe seines Lebens dreizehn nordamerikanische Meisterschaften und eine Reihe weiterer, meist nationaler Titel gewonnen.
Edwin Kantar hat auch mehr als 20 Bücher und als Kolumnist für Bridge Bulletin, The Bridge World und Bridge Today geschrieben. Seine Artikel werden u. a. auch im Bridge Magazin, dem Verbandsorgan des Deutschen Bridge-Verbandes regelmäßig abgedruckt.
Als einziger Bridge-Spieler von Weltniveau hat Kantar an einer Tischtennisweltmeisterschaft teilgenommen.

## Bridge

### Ehrungen
- ACBL Hall of Fame, 1996

### Preise
- Precision Award (Bester Artikel oder Serie über ein System oder eine Konvention) 1981

### Gewinne
- Bermuda Bowl (2) 1977, 1979
- North American Bridge Championships (15)
  - Vanderbilt Trophy (3) 1964, 1978, 1988
  - Marcus Cup (1) 1960
  - Spingold (4) 1961, 1962, 1973, 1978
  - Reisinger (4) 1962, 1965, 1976, 1980
  - Grand National Teams (2) 1974, 1976
  - Jacoby Open Swiss Teams (1) 1987
  - Von Zedtwitz Life Master Pairs (1) 1983
- United States Bridge Championships (3)
  - Open Team Trials (3) 1974, 1977, 1979
- Andere bemerkenswerte Titelgewinne
  - Pan American Invitational Open Teams (1) 1977
  - Maccabiah Games (1) 1981

### Zweite Plätze
- Bermuda Bowl (1) 1975
- North American Bridge Championships (15)
  - Vanderbilt Trophy (7) 1961, 1968, 1971, 1973, 1976, 1983, 1989
  - Spingold (1) 1991
  - Reisinger (3) 1968, 1983, 1992
  - Mitchell Board-a-Match Teams (1) 1970
  - Nordamerikanische Paar-Hbstmeisterschaft (1) 1962
  - Wernher Open Pairs (2) 1962, 1967
- United States Bridge Championships (1)
  - Open Team Trials (1) 1973

## Bibliographie (Auswahl)
- A Collection of Bridge Humor, MASTER POINT PR, 1999, ISBN 978-1-894154-14-7
- Bridge für Dummies, Wiley-VCH; Auflage: 2. (11. April 2018), ISBN 978-3-527-71502-2
- Take All Your Chances at Bridge, MASTER POINT PR, 2009, ISBN 978-1-897106-55-6